# Hans im Glück aus Herne 2
Hans im Glück aus Herne 2 ist eine deutsche Fernsehserie, die ab dem 2. Januar 1983 vom ZDF ausgestrahlt wurde.

## Handlung
Im Mittelpunkt der Serie stehen der 16-jährige Hans Kolekta, der Versuche unternimmt, der Arbeitslosigkeit zu entkommen, sowie das Leben seiner aus dem Arbeitermilieu stammenden Familie und das seiner engeren Freunde, die in einer typischen Ruhrgebietsstraße in Herne/Wanne-Eickel ansässig sind.

## Hintergrund
Die Drehbücher schrieb Renke Korn, die von dem Schauspieler Willi Thomczyk und dem Regisseur der Serie Roland Gall umgearbeitet und mit Ruhrpott-Lokalkolorit versehen wurden.
Die Serie wurde an Originalschauplätzen im Ruhrgebiet, fast ausschließlich mit Laiendarstellern, realisiert; Ausnahmen waren die Ruhrpott-Ikone Tana Schanzara, Barbara Hollinderbäumer (geb. Klein), welche Hans’ Mutter spielte, und der damals noch weitestgehend unbekannte Dieter Pfaff. Der Laie Peter Danneberg erlangte durch seine Hauptrolle nach der Ausstrahlung kurzzeitigen Ruhm. Der Jugendzeitschrift Bravo war er einen mehrseitigen Bericht wert.

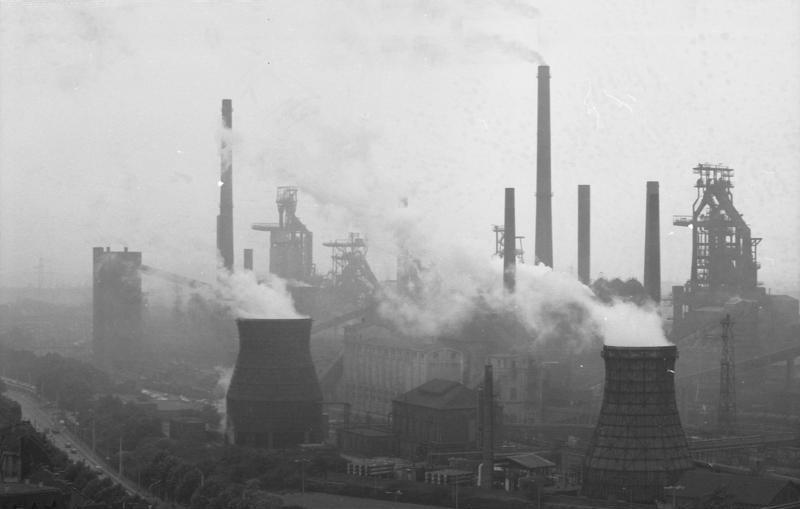
Thyssen-Stahlwerk in Duisburg

Als Drehorte sind in Nordrhein-Westfalen neben Wanne-Eickel auch die Dortmunder Innenstadt und der Dortmunder Hauptbahnhof, der Bochumer Hauptbahnhof, Castrop-Rauxel, das ThyssenKrupp-Stahlwerk in Duisburg sowie Wrist in Schleswig-Holstein zu sehen.
Der erste Arbeitstitel der Serie lautete „Die Nicht-Aufsteiger“. Der endgültige Titel der Serie verwendet die damalige postalische Bezeichnung „Herne 2“ für Wanne-Eickel.
Die Postproduktion der Serie wurde bei der Firma von Adolf Winkelmann, ebenfalls Regisseur von Filmen mit Ruhrpott-Sujet wie Jede Menge Kohle, fertiggestellt.
Die Serie wurde vom ZDF nie wiederholt und landete im Giftschrank. Erst nach fast 30 Jahren kam sie erneut ans Licht.
DVD-Productmanager Holger Bals, selbst ein großer Fan der Serie, erwarb die Rechte vom ZDF und produzierte eine aufwändige Box, welche drei DVDs samt Booklet beinhaltet. Diese erschien von der Company e-m-s new Media, für die Bals arbeitete. Eine mehrstündige Dokumentation mit dem Titel „30 Jahre danach“ wurde extra für diese Veröffentlichung produziert. In dieser wurden viele der Darsteller von Holger Bals aufgesucht und interviewt. Hier wurde nichts beschönigt und nichts geschnitten, ungefiltert bekommt man einen Einblick in das heutige Leben der Darsteller, was manchmal traurig stimmen kann. Auch Ruhrpott-Ikone Willi Thomczyk kommt zu Wort, der zu einem Rundumschlag gegen die heutige Medienlandschaft ausholt.

## Episoden
| Nr. | Name                        |
| --- | --------------------------- |
| 1   | Boxen aus der Emscherstraße |
| 2   | Nach der Kirmes             |
| 3   | Die Reise auf’s Land        |
| 4   | Aussichten                  |
| 5   | Strafarbeit                 |
| 6   | Hohe Zeiten                 |
| 7   | Umzüge                      |